# Liberté de la cité de Londres
La liberté de la cité de Londres (anglais : Freedom of the City of London) débute vers 1237 comme le statut d'un « homme libre » ou d'un « citoyen », protégé par la charte de la cité de Londres et ne relevant pas de la juridiction d'un seigneur féodal. Au Moyen Âge, ce statut se transforme en liberté ou en droit de commercer, devenant ainsi étroitement liée aux guildes médiévales, les « livery companies (en) » ("compagnies en livrée"). En 1835, l'éligibilité à la liberté de la ville est étendue à toute personne qui vit, travaille ou a un lien étroit avec la cité. La liberté dont jouissent les citoyens est depuis longtemps associée à des privilèges dans la gouvernance de la cité.
Bien qu'elle ne confère plus beaucoup de droits substantiels et qu'elle existe essentiellement en tant que tradition, la liberté est une condition préalable pour se présenter aux élections du Common Council (en) et de la cour des échevins de la cité de Londres. Le lord-maire de Londres doit d'abord devenir un alderman, et donc être un freeman.
Il existe plusieurs voies pour obtenir la liberté de la Cité de Londres.
Les trois voies d'accès initiales à la liberté, via les livery companies, existent toujours. Un individu peut devenir membre d'une company par la servitude (apprentissage), le patrimoine (l'un des parents étant membre de cette company) ou le rachat (admission générale, les critères variant d'une company à l'autre). Une fois que l'on est membre d'une société de livrée, on peut demander à la Chamberlain's Court (en) d'être admis comme membre de la cité, ce qui nécessite l'approbation du Common Council. Il est nécessaire de devenir freeman de la cité pour accéder au statut de « liveryman (en) » ou pour occuper une fonction au sein d'une société de livrée. Les liverymen ont des droits électoraux dans la cité de Londres pour l'élection à certaines fonctions.

### Lectures supplémentaires
- London's Roll of Fame: Being Complimentary Notes and Addresses from the City of London, on Presentation of the Honorary Freedom of that City, and on Other Occasions, to Royal Personages, Statesmen... A.D. 1757-1884 etc. (The City of London Corporation, Cassell & Co., 1884). Benjamin Scott (ed.)
- London's Roll of Fame: Being Presentations of the Freedom of the City and Addresses of Welcome from the Corporation of London to Royal and other Distinguished Personages, A.D. 1885-1959. (The City of London Corporation, 1959).
- Valerie Hope, Clive Birch & Gilbert Torry, The Freedom: the Past and Present of the Livery, Guilds and City of London. (Barracuda Books, 1982).
- Caroline Arnold, Sheep over London Bridge: Freedom of the City of London. (Corporation of London Records Office, 1996).
- Some Rules for the Conduct of Life, to which are added a few cautions: For the use of such Freemen of London as take Apprentices. (Chamberlain's Court, Guildhall, London).
- Addresses presented from the Court of Common Council to the King, on his Majesty's accession to the Throne, and on Various other Occasions, and his answers; Resolutions of the Court, Granting the Freedom of the City to several Noble Personages, with their answers; Instructions at different times to the Representatives of the City in Parliament; Petitions to Parliament for different purposes; Resolutions of the Court, on the Memorial of the Livery, to request the Lord Mayor to call a Common Hall; for returning thanks to Lord Chatham, and his answer; for erecting a Statue in Guildhall, to William Beckford, Esq; late Lord Mayor, agreed to between the 23rd October, 1760, and the 12th October 1770. (printed by Henry Fenwick, printer to the Honourable City of London).
- Addresses, Remonstrances, and Petitions; commencing the 24th of June, 1769, presented to the King and Parliament, from the Court of Common Council, and the Livery in Common Hall assembled, with his Majesty's answers; likewise the speech to the King, made by the late Mr. Alderman Beckford, when Lord Mayor of the City of London. (printed by Henry Fenwick, London).
- A Petition of the Freeholders of the County of Middlesex, presented to His Majesty, the 24th of May, 1769, by Mr. Serjeant Glynn, John Sawbridge, Esq; James Townsend, Esq; the Rev. Dr. Wilson, George Bellas, Esq; Francis Ayscough, Esq; and William Ellis, Esq. (printed by Henry Fenwick, London).